# エッシェンモーザー・タナベ開裂
エッシェンモーザー・タナベ開裂（エッシェンモーザー・タナベかいれつ）とは、有機反応のひとつで、下式のように α,β-エポキシケトン 1 にスルホニルヒドラジド 2 を作用させ、アルキン 3 とアルデヒドまたはケトン 4 とに分解させる手法である。エッシェンモーザー開裂とも呼ばれる。
この反応は1967年、チューリッヒ工科大学のアルバート・エッシェンモーザーら、スタンフォード研究所のマサト・タナベ(en)らの研究グループから、それぞれ独立して報告が行われた。
（ほかの例）

## 反応機構
エッシェンモーザー・タナベ開裂の反応機構を示す。
エッシェンモーザー・タナベ開裂ではまず、α,β-エポキシケトン 1 とスルホニルヒドラジド 2 とが縮合してヒドラゾン 3 となる。プロトンが転位して中間体 4 となった後、スルフィン酸 5 と窒素分子の脱離とともに、生成物のアルキン 6 とカルボニル化合物 7 が生成する。
ヒドラゾン 3 から 4 へのプロトンの転位は、ピリジン、炭酸水素ナトリウム、炭酸ナトリウム、シリカゲルなどで促進される。